# 郑广高速动车组列车
郑广高速动车组列车是中国铁路运行于河南省郑州市及广东省广州市的高速动车组列车，现每日开行4对列车。其中G541次列车由武汉局集团武汉客运段担当，G545/542次列车由广州局集团广州客运段担当，其余列车由郑州局集团郑州客运段担当。

## 历史
2012年9月28日，配合京广高速铁路郑州至武汉段开通，「郑广高速动车组列车」启行，每天从郑州及广州各发出五趟列车。
2017年4月16日，下行G545次及上行G542次列车改于珠海站始发终到。
2022年6月20日，配合京广高铁北段运行图重排，重新安排郑州东—广州南G541次、G545次、G809次，广州南—郑州东G542次、G546次、G810次3对列车。
2025年1月14日，新开行来往郑州东站和广州白云站的G567/568次列车。

## 使用列车
G541次列车使用配属于武汉局集团武汉动车运用所的CR400AF；G542/545次列车使用配属于广州局集团广州南动车运用所的CR400BF-Z；G546次列车使用配属于郑州局集团郑州东动车运用所的CRH380BL；G568/567次列车使用配属于郑州局集团郑州东动车运用所的CR400BF-S；G810/809次列车使用配属于郑州局集团郑州东动车运用所的CR400BF-AZ。